# Castillo Ferreiro
El castillo Ferreiro, también llamado Villa Ferreiro, es un inmueble de la ciudad de Cartagena, Chile. Se ubica en calle Bulnes 325. Fue construido por el arquitecto Alejandro Serani desde el año 1910 hasta cerca de 1927. Posee un estilo arquitectónico gótico victoriano. Destacan sus juegos de volúmenes que entran y salen, su gran cantidad de ventanales, su altura y la pendiente de su cubierta.
Su primer propietario fue Jesús Ferreiro Novo, quien vivió en ella con su esposa, María Esperanza Serrano Arteaga. Su hijo, Santiago Ferreiro, la habitó junto a su cónyuge, Irene Merino Pascua, entre 1936 y 1941. 
Desde los años 1960, fue ocupado como residencial. En verano, recibía diariamente a casi ciento veinte personas en sus veinticinco habitaciones. Posteriormente, fue abandonado y sufrió daños en los terremotos de 1985 y 2010.
En 2004, fue postulado como sede del Consejo Nacional de la Cultura y las Artes de la región de Valparaíso.
En diciembre de 2016 y enero de 2017, fue limpiado por un grupo de habitantes de la ciudad, quienes retiraron una gran cantidad de basura del interior de la casona y de sus alrededores. El sábado 21 de enero de 2017, se realizó un evento musical para celebrar el final de las labores.